# Філіп Абельсон
Філіп Гоґ Абельсон (англ. Philip Hauge Abelson; 27 квітня 1913, Такома — 1 серпня 2004, Бетесда (Меріленд)) — американський фізик та геохімік, член Національної академії наук. Відкрив трансурановий елемент Нептуній.

## Біографія
Філіп Абельсон народився в місті Такома (штат Вашингтон). У 1935 році у закінчив коледж у Вашингтоні. Починаючи з 1939 року (за винятком 1941—1946, коли брав участь у Манхеттенському проекті) Абельсон працював у Технологічному інституті Карнегі, в тому числі, у 1953—1971 роках, директором геофізичної лабораторії, та у 1971—1978 роках — президентом інституту. З 1962 р. по 1984 рік був редактором журналу Science. У 1972—1974 роках вибирався президентом Американського геофізичного товариства.

## Наукова діяльність
Роботи Абельсона присвячені ядерної фізиці, ядерній хімії, органічній геохімії, біофізиці, мікробіології, проблемі виникнення життя. Разом з Е. Макмілланом вважається піонером в дослідженні трансуранових елементів. У 1940 р. вони відкрили перший такий елемент — нептуній. У роботах ученого також обговорюються питання поділу ядра, ідентифікації продуктів поділу урану, розділення ізотопів урану. Зокрема, у 1940 р. вони запропонували метод термодифузії для розділення уранових ізотопів.

## Відзнаки
Філіп Абельсон отримав у 1972 році премію Калінги за популяризацію науки, а у 1987 Національну наукову медаль США.
На його честь названий мінерал абелсоніт.